# 試製66mmてき弾銃
試製66mmてき弾銃（しせい66ミリてきだんじゅう）は、陸上自衛隊が昭和40年代から50年代にかけて試作した対戦車擲弾発射器である。

## 概要
本砲は、対人（対物）・対戦車兼用砲である。使用弾種は対戦車擲弾（成形炸薬弾）と対人榴弾の2種類である。初期の試作型では対人榴弾は口径40mmであった。
本砲は、小銃擲弾の後継も兼ねており、それが「てき弾銃」という名称の由来であると思われる。

## 開発の経緯
1965年（昭和40年）代の陸上自衛隊の歩兵装備は貧弱であり、歩兵の携行する主力対戦車兵器は、朝鮮戦争時代の旧式な口径89mmのロケット弾発射器、スーパー・バズーカであった。
そこで後継装備として軽量小型の66mmてき弾銃が開発される事になった。重量は64式7.62mm小銃とほぼ同等が開発要求であった。口径は陸上自衛隊が採用していたM31 HEAT ライフルグレネード、またこれから発展したM72 LAWと同じ66mmである。使用目的は対戦車（対装甲車輌）攻撃および一般地上目標（対陣地など）の制圧である。
主開発企業は豊和工業とダイキン工業。1969年度（昭和44年度）に第一次試作、1970年度（昭和45年度）に第二次試作が行われ、各2門ずつ計4門が製作された。初期の試作型は（おそらく軽量さを追求した結果としての）砲本体の部品の強度不足による破損や、対戦車榴弾の命中率の悪さや、射手の負傷などの問題が発生した。有効射程は200-400m程であった。
開発初期の1971年（昭和46年）にダイキン工業が降り、1972年度（昭和47年度）からは日産自動車の宇宙開発部（現IHIエアロスペース）が代わりに参加し、弾薬のロケット部分の開発を担当した。これにより命中率は20%から80%へと改善された。
開発は実用試験が1981年度（昭和56年度）まで続けられたが、命中精度の低さや口径66mmの威力不足などの諸問題から、結局採用されることなく試作のみに終わり、スーパー・バズーカの後継にはスウェーデンのFFV社製のカールグスタフ無反動砲が「84mm無反動砲」として採用された。

## 構造
後部が開閉構造になっており、開けて砲身に装填し、ロックする。銃身には4条のライフリングがある。砲本体は再使用可能である。
グリップとバーティカルフォアグリップを握って肩に担ぎ、立射（立ち射ち）・膝射（膝射ち）・伏射（寝射ち）の射撃姿勢をとる。伏射では二脚が使用可能である。ロケットの推進炎から射手を守るために取り外し可能な防炎盾が付属する。

### 特徴
本砲の最大の特徴は、砲の後方に壁のある屋内や壕内から安全に発射することを可能にするために、発射の反動を相殺するためのバックブラストを発生させる無反動砲方式ではなく、反動は砲本体の周囲に配置された駐退復座器で吸収することにある。そのため、反動が大きく、軽量小型であることと相まって、命中率悪化の原因となったものと思われる。
開発時には発砲時に銃口が非常に大きく跳ね上がることが問題となったが、これは、後退する銃身がストッパーに当たった衝撃で起こるものであった。この時には弾は既に銃口を脱しており、命中率の悪化は見た目の印象ほどではなかったという。